# 邓颖超
邓颖超（1904年2月4日—1992年7月11日），原名邓文淑，曾化名邓玉爱，籍贯河南光山，出生于广西南宁，中華民國大陸時期、中国共产党和中华人民共和国政治人物，原正国级领导人。1925年加入中国共产党；是中共第七届中央候补委员，第八至十二届中央委员，第十一届、第十二届中共中央政治局委员。曾任全国妇联副主席、名誉主席，中纪委第二书记，第五届全国人大常委会副委员长，第六届全国政协主席等职；她被认为是邓小平主政时期的“中共八大元老”之一，也是其中唯一的女性，在中共党内有着崇高威望。
邓颖超的丈夫是首任中华人民共和国国务院总理周恩来，两人于1925年8月8日在广州结婚。两人无亲生子女，但有包括李鹏在内的养子女若干。

## 生平

### 出生地及家庭背景
清朝光绪三十年农历腊月十九日（公元1904年2月4日），邓颖超出生于广西南宁邕江北岸的镇台官邸中。出生时，名为“邓玉爱”，学名为“文淑”。邓颖超的父亲邓廷忠是一名武官，字靖臣，生于1861年，原居河南省光山县城关镇，为钦点武翰林，曾任御前侍卫副将（由皇帝直接管理的高级别侍卫），后被钦命为广西左江南宁副将。曾赴越南参与对法国的作战，八国联军事发后奉命进京护卫慈禧和光绪西徙西安，一路深得朝廷信任。1902年两宫回京后，被提升为广西南宁镇台，成为绿营军高级武官，地位仅次于提督。
母亲杨振德，1876年生，湖南长沙人，出身官宦世家，从幼学习中医，思想进步。1900年，嫁入邓庭忠府中做填房。婚后第三年，生下独女邓颖超。由于“重男轻女”的旧时观念，邓廷忠意欲将女儿送人，杨振德以死相逼才让丈夫作罢。同时，她也拒绝丈夫依旧俗给女儿裹脚。母亲的这些反抗封建陋习的进步言行对年幼的邓颖超也产生了潜移默化的影响。
1911年，辛亥革命爆发，清朝覆灭，同年邓廷忠去世，杨振德被迫开始独自抚养邓颖超。她曾为了女儿的教育携邓颖超先后颠沛辗转于广州、上海等地，行及中国大部，最后定居于天津。

### 早年
在邓文淑考入直隶第一女子师范学校（今天津美术学院、河北师范大学）后，老师为她改名“邓颖斌”；但她自己又改为“邓颖超”。1919年爆发五四运动，时年15岁的邓颖超积极发动同学参加到这场爱国运动中；她和郭隆真、张若名等人组织了“天津女界爱国同志会”，自任执委、兼讲演队队长；走上街头，宣传鼓励各界妇女参加运动。后来，她和来自其他学校的学生——周恩來、馬駿等人组织了觉悟社。
1920年后，邓颖超先后在北师大附小、天津“达仁女子小学”任教。1923年她和觉悟社社员李峙山成立“女星社”，继续从事妇女社会活动；还于1924年加入中国社会主义青年团。1923年夏，邓颖超在南开大学暑期学校学习。次年3月，转为中国共产党党员，并出任中共天津地委妇女部长。

### 和周恩来结婚
邓颖超和周恩来是在“五四运动”中相识的。两人在中学生涯分别就读女校（直隶第一女子师范学校）和男校（天津市南开中学），同样有参与学校的话剧团，他们在话剧团内有份儿参与的话剧也同样有闹“角色性别脚色荒”（女校没男生饰演男角／男校没女生饰演女角），而他们的相貌条件又同样被认为适合饰演跟自己性别不同的角色，因此他们也同样在中学时期于话剧团内反串起来。
在周恩来赴法国求学后，二人保持书信往来。直到1923年的某天，邓颖超收到周恩来寄来的一张明信片。在这张印有卡尔·李卜克内西和罗莎·卢森堡画像的明信片上，周恩来写道：“希望我们两个人将来，也像他们两个人一样，一同上断头台……”这时，才确认了两人间的关系。两年后，在周恩来回国后不久，1925年8月8日，邓颖超和周恩来在广州结婚。
邓颖超和周恩来都不避讳地承认两人的结合首先是“一个战壕里的战友”，其次才是“一个屋檐下的伴侣”。周恩来曾对家中晚辈说，当时自己在法国有一个女朋友（即张若名），但是他觉得作为革命的终身伴侣，那个人不合适。
婚后不久，邓颖超发现自己怀孕，但为了革命工作，她自行将其堕胎，此举令周恩来大为震怒，因而一年后她再次怀孕，便悉心养胎，使得胎儿的体重变得较大，但在生产时，由于胎儿过大而且难产，孩子刚生下来就夭折了。此时，政治环境发生逆转，中国国民党开始对共產黨进行搜捕。邓颖超在母亲的陪同下，不得不离开广州。由于难产后得不到休息，身体损伤很巨大；后来，医生判定邓颖超很难再有怀孕的可能。建国后，著名妇产科大夫林巧稚曾建议她做输卵管疏通手术，以增加生育可能；但邓颖超最终还是选择了放弃。所以，她和周恩来一直没有子嗣。但是，他们收养、照顾了很多中共党员的遗孤，其中包括演员孙维世和后来的国务院总理李鹏等。

### 前期活動
1925年，邓颖超来到广州后，出任中共广东区委委员兼妇女部部长。当时中共中央鼓励党员以个人身份加入中国国民党，邓颖超也是其中之一。1926年，在中国国民党第二次全国代表大会上，有八位中共党员进入国民党中央，其中就包括邓颖超和毛泽东等人。当时，邓颖超是中国国民党中央执行委员会候补委员，并在中国国民党妇女部为部长何香凝担任秘书。1927年，蒋介石发动四·一二事件，许多中共分子被捕，邓颖超不得不拖着难产后还尚未恢复的病体，辗转寻找当时在上海的周恩来。
来到上海后，邓颖超先后担任中共中央妇委书记、中共中央直属支部书记等职；和周恩来一起在上海工作。1928年，她还出席了在莫斯科召开的中国共产党第六次全国代表大会。在中共领导人顾顺章、向忠发相继叛变后，邓颖超协助周恩来和中共机关度过了危险；两人又先后辗转到达了江西瑞金。
1931年底，周恩来进入瑞金后即出任中共中央的重要职务。邓颖超半年后来到瑞金，就主动淡出了领导层，默默支持周恩来工作。在瑞金期间，邓颖超历任中共中央局秘书长、中共中央政治局秘书、中华苏维埃共和国中央执行委员、中央机关总支书记等职。1934年，她带病随部队参加长征。

### 抗日战争時期
在到达陕北后，邓颖超又先后出任中央机要科科长、中央白区工作部秘书、中华苏维埃政府西北办事处内政司法部秘书等职。抗日战争爆发后，邓颖超跟随周恩来在武汉、重庆等地从事统战工作，并先后出任中共中央长江局妇委委员、中共中央南方局委员、妇委书记等职。1938年1月，她当选“国际反侵略运动大会中国分会”常务理事；同年3月，和沈钧儒、郭沫若、李德全等人共同倡议组建了中国战时儿童保育会，并出任该会的常务理事；5月，参加起草了《动员妇女参加抗战建国工作大纲》；6月，又和周恩来、董必武等人出任“国民参政会”中共方面的参政员。
1943年7月回到延安后，邓颖超接受了“整风运动”的考验，曾在中央党校一部进行学习。1945年，在中国共产党第七次全国代表大会上，邓颖超和蔡畅、陈少敏作为仅有的三位女性，一起进入中国共产党中央委员会；并出任中共中央妇委副书记、兼解放区妇联筹备委员会副主任。

### 國共內戰時期
抗战胜利后，邓颖超又作为中共唯一的女代表，出席了在重庆召开的政治协商会议。1946年，她当选为国际民主妇联理事。自1947年3月起，她历任中共中央后方工作委员会委员，中共中央妇委代理书记等职。1949年6月，入选全国政协筹备委员会委员，成为《共同纲领》起草小组的成员之一。后来，受毛泽东、周恩来的委托，亲赴上海，邀请宋庆龄到北京参与筹建中华人民共和国中央人民政府。

### 中华人民共和国时期

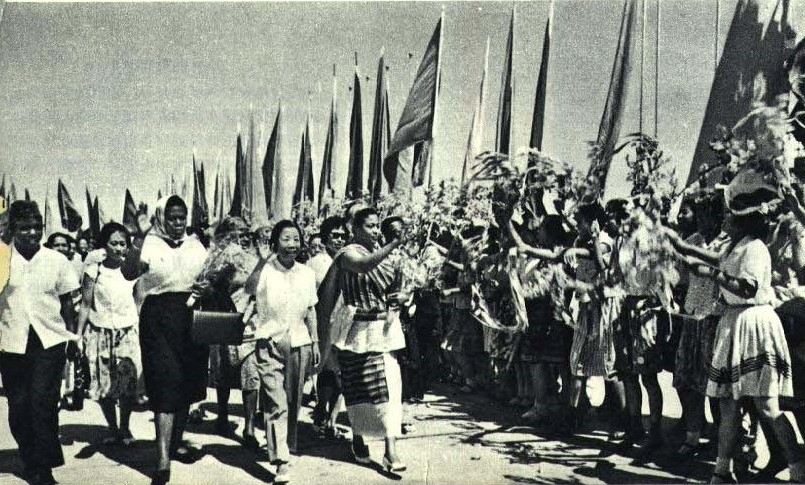
1965年邓颖超率队访问坦桑尼亚

中华人民共和国成立后，邓颖超先后当选为全国妇联第一至三届副主席，第四届名誉主席；中国人民保卫儿童全国委员会副主席等职。1954年9月，她出席第一次会议讨论宪法草案，期间发言。

### 文化大革命时期
自中共八大以后，邓颖超一直是中共中央委员，但始终没有担任政府职务；直到1976年丈夫周恩来逝世后，才再次回到了中共的政治舞台。于当年12月，在四届全国人大常委会第三次会议上，被增补为全国人大常委会副委员长。

### 改革开放时期
在1978年3月，连任第五届全国人大常委会副委员长后，邓颖超于当年召开的中共十一届三中全会上，出任刚恢复设立的中国共产党中央纪律检查委员会第二书记，并同时被增选为中央政治局委员。此后不久，邓颖超利用早年和国民党方面的接触和联系、以及她在统战工作中的人脉和声望，全面出掌中共中央对台工作，并兼任新成立的「中共中央对台工作领导小组」组长。
1983年6月，八十岁时，邓颖超出任第六届中国人民政治协商会议全国委员会主席，是自1949年中华人民共和国成立以来继宋庆龄之后第二位出任正国级职务的女性（自1980年2月中共十一届五中全会闭幕后便开始享受正国级待遇）。此外，她还曾兼任中国人民对外友好协会名誉会长、中国人口福利基金会名誉会长等职。1985年9月，邓颖超主动申请辞去了中共中央委员的职务。1988年4月，84岁的邓颖超在全国政协七届一次会议后卸任全国政协主席一职退休，由李先念接任。

### 逝世

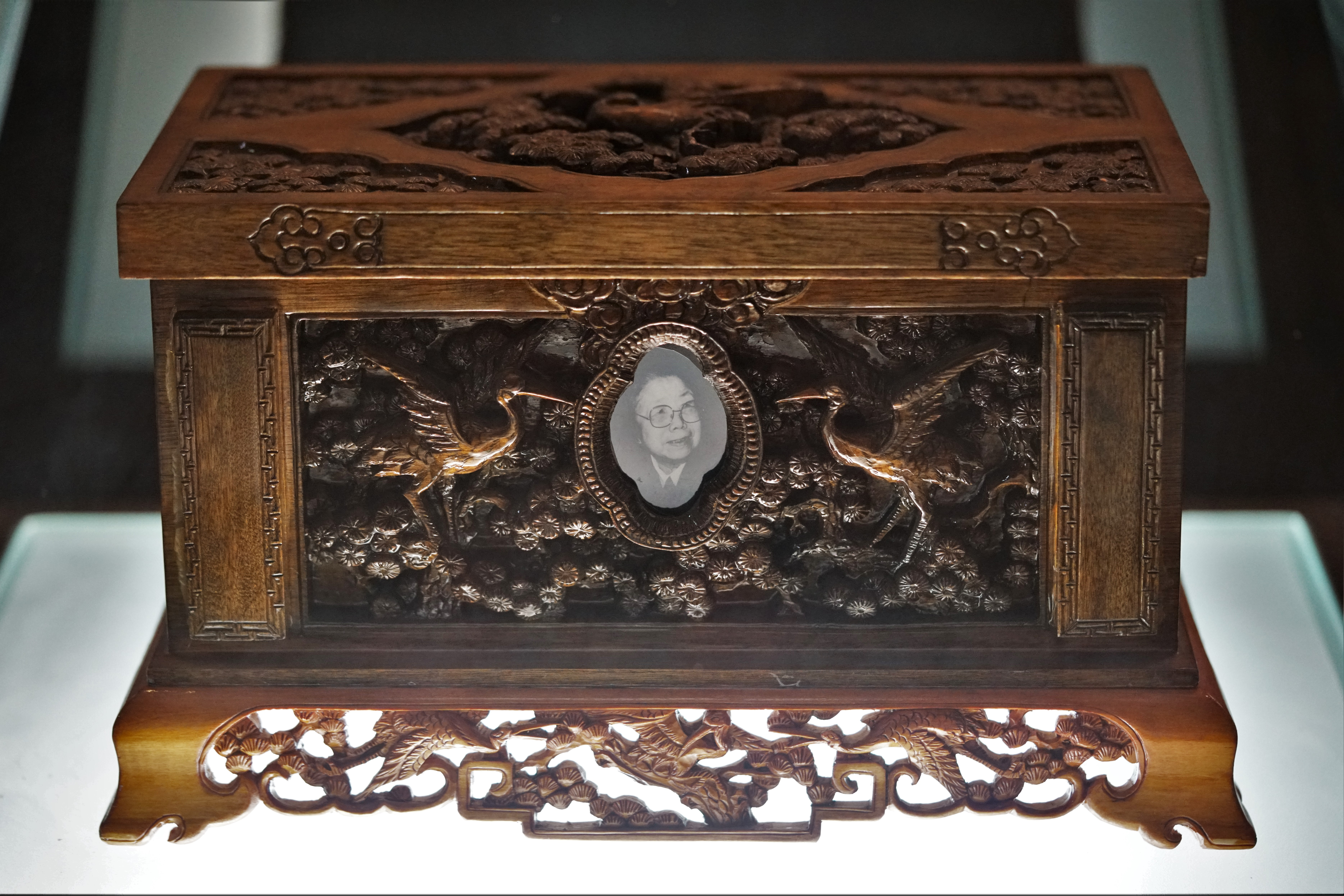
放置于周恩来邓颖超纪念馆瞻仰厅的骨灰盒

退休后，邓颖超身体逐渐衰弱；特别是1990年，因为感冒和肺炎，先后五次住进医院；1991年8月，开始出现肾衰，数度昏迷。1992年1月23日，身边工作人员以及时任中共中央办公厅主任温家宝，在医院为邓颖超庆祝88岁生日。
1992年7月11日6时55分，邓颖超在北京医院病逝，享年88岁，火化後骨灰撒在之前拋撒周恩來骨灰的同一個地點。官方对她的评价是“伟大的无产阶级革命家、政治家，著名社会活动家，坚定的马克思主义者，党和国家的卓越领导人，中国妇女运动的先驱，德高望重的第六届全国政协主席……”。

## 著作
- 邓颖超自述，载《女英自述》1988年11月江西人民出版社。简单回忆在中央苏区工作的情况。
- 《蔡畅 邓颖超 康克清 妇女解放问题文选》，1988年人民出版社
- 《邓颖超文集》，1994年人民出版社，
- 《周恩来邓颖超通信选集》，1998年中央文献出版社，
- 《邓颖超自述》，2014年解放军出版社。

## 荣誉
- 柬埔寨王国
  -  大十字级哥沙曼王后王家勋章（1964年10月5日于北京颁发）[15]

## 纪念

### 纪念设施

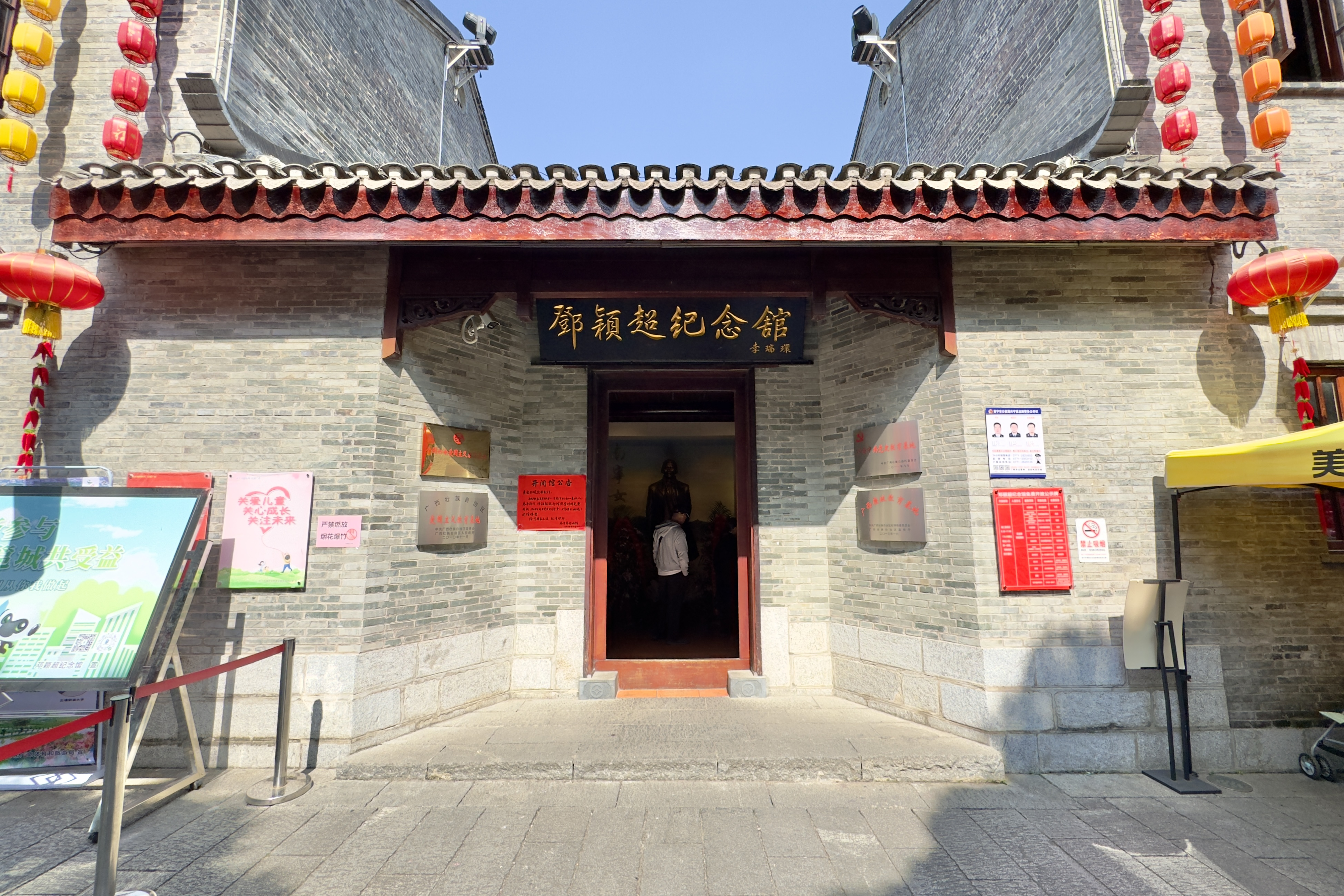
南宁邓颖超纪念馆

- 邓颖超纪念馆：建于邓颖超的出生地广西南宁，于2007年2月建成，2018年12月迁址。
- 周恩来邓颖超纪念馆：建于周恩来和邓颖超青少年时期的生活工作地天津，于1998年2月开馆。
- 邓颖超纪念园：建于江苏淮安的周恩来故居北侧，于2002年开园。

### 部分影視形象
央视主持人黄薇自1999年《李知凡太太》开始，担任邓颖超的特型演员。
- 1992年，电影《周恩来》，郑小娟饰演邓颖超。
- 1999年，电影《李知凡太太》，黄薇饰演邓颖超。
- 2001年，电视剧《长征》，黄薇饰演邓颖超。
- 2003年，电视剧《延安颂》，黄薇饰演邓颖超。
- 2006年，电视剧《陈赓大将》，黄薇饰演邓颖超。
- 2007年，电视剧《周恩来在重庆》，黄薇饰演邓颖超。
- 2009年，电影《建国大业》，黄薇饰演邓颖超。
- 2009年，电视剧《解放》，黄薇饰演邓颖超。
- 2012年，电视剧《五星红旗迎风飘扬》，黄薇饰演邓颖超。
- 2016年，电视剧《海棠依旧》，黄薇饰演邓颖超。
- 2017年，电影《建军大业》，关晓彤饰演邓颖超。
- 2019年，电视剧《外交风云》，黄薇饰演邓颖超。
- 2019年，电视剧《永远的战友》，黄薇饰演邓颖超。

### 引用
1. ↑  . 人民网.   [2021-04-21]. （原始内容存档于2021-04-21）.
2. ↑  . 网易. 2019-07-23  [2021-10-01]. （原始内容存档于2021-05-14）.
3. ↑  . 南宁日报. （原始内容存档于2006-06-22）.
4. ↑  天津社会科学院历史研究所. 马千里先生年谱. 天津历史资料（第10期）.1981-04[2015-12-21]
5. ↑  . 鳳凰衛視. 2008-01-23  [2008-05-23]. （原始内容存档于2008-01-28）.
6. ↑  . 人民网.   [2009-12-30]. （原始内容存档于2011-05-20）.
7. 1 2  . 网易. 2021-05-12  [2021-10-01]. （原始内容存档于2022-02-15）.
8. ↑  . 人民网.   [2008-03-01]. （原始内容存档于2012-06-14）.
9. ↑  . 千龙网. （原始内容存档于2008-09-26）.
10. ↑  姚金果. . 原载《中国妇女报》. 2004-02-04  [2008-03-01]. （原始内容存档于2020-04-07）.
11. ↑  张希坡. . 北京: 中共党史出版社. 2009-08: 657. ISBN 978-7-5098-0341-7.
12. ↑  . 新华网. （原始内容存档于2008-03-21）.
13. ↑  赵炜. . 东北网. 2009-08-14  [2010-05-25]. （原始内容存档于2020-04-17）.
14. ↑  . 人民网.   [2008-03-01]. （原始内容存档于2020-04-28）.
15. ↑  . 人民日报. 人民日报社. 1964-10-06  [2025-05-17]. （原始内容存档于2025-05-17）.
16. ↑  刘桂芳. . 今晚报. 2019-05-15  [2024-07-22]. （原始内容存档于2024-07-22） –澎湃新闻.